# An Phước, Mang Thít
An Phước là một xã cũ thuộc huyện Mang Thít, tỉnh Vĩnh Long, Việt Nam.

## Địa lý
Xã An Phước nằm ở phía đông bắc huyện Mang Thít, có vị trí địa lý:
- Phía đông giáp xã Chánh An
- Phía tây giáp xã Mỹ Phước
- Phía nam giáp thị trấn Cái Nhum
- Phía bắc giáp sông Cổ Chiên.

Xã An Phước có diện tích 22,25 km², dân số năm 1999 là 10.352 người, mật độ dân số đạt 465 người/km².

## Hành chính
Xã An Phước được chia thành 10 ấp: Định Thới A, Định Thới B, Hòa Phú, Phú An, Phú Bình, Phú Hòa, Phú Hội, Phước Thủy, Thanh Thủy, Thủy Thuận.

## Lịch sử
Ngày 6 tháng 12 năm 2019, Hội đồng Nhân dân tỉnh Vĩnh Long ban hành Nghị quyết 228/NQ-HĐND về việc:
- Sáp nhập toàn bộ ấp Phước An vào ấp Phước Thủy
- Sáp nhập toàn bộ ấp Thuận Thới vào ấp Định Thới A.